# Silba cupraria
Silba cupraria är en tvåvingeart som först beskrevs av Meijere 1910.  Silba cupraria ingår i släktet Silba och familjen stjärtflugor. Inga underarter finns listade i Catalogue of Life.